# Шабаново (Омутинський район)
Шаба́ново (рос. Шабаново) — село у складі Омутинського району Тюменської області, Росія.
Населення — 616 осіб (2010, 673 у 2002).
Національний склад станом на 2002 рік:
- росіяни — 91 %